# Nuance (musique)
Pour les articles homonymes, voir Nuance.

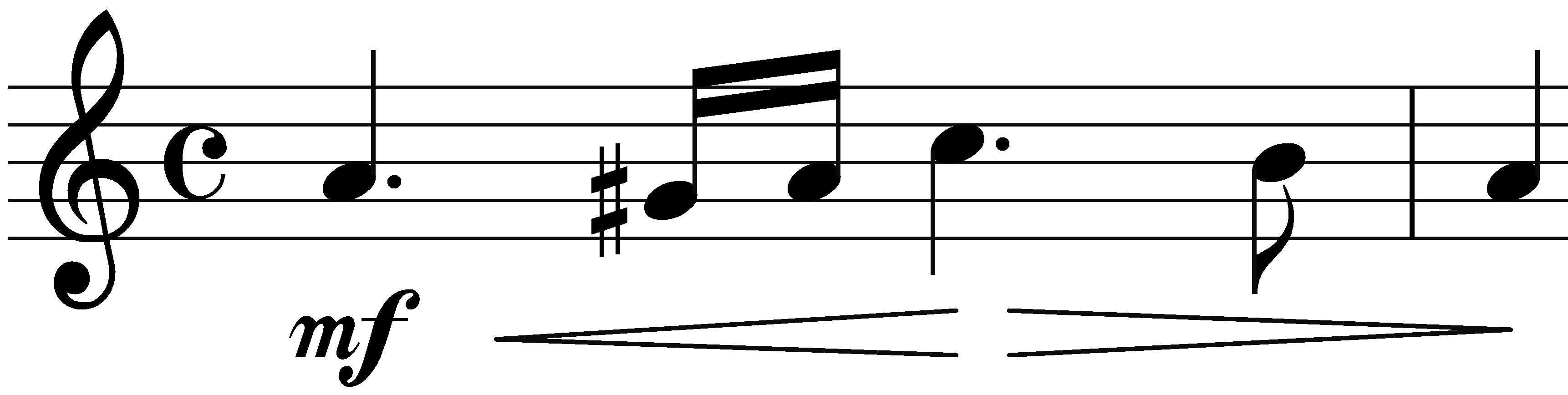
Indications de nuances : mezzo forte (mf), crescendo (<), decrescendo (>).

Dans la musique occidentale, une nuance est un signe noté sur une partition qui indique l'intensité relative d'une note, d'une phrase, ou encore d'un passage entier d'une œuvre musicale. Les nuances permettent au musicien de restituer la dynamique de l'œuvre lors de son interprétation.

## Histoire
L'un des premiers exemples connus se trouve dans la sonata pianoforte de Giovanni Gabrieli au début du XVIIe siècle mais les indications de dynamique sont rares jusqu'au début du XVIIIe siècle.
Dès le XVIIIe siècle, les compositeurs prennent l'habitude de noter les nuances au moyen de divers termes italiens — la plupart du temps, seules leurs abréviations sont utilisées — et de quelques autres signes, placés au-dessus ou au-dessous de la portée.
Jean-Sébastien Bach utilise quelques indications de nuances piano, forte, piu piano, piu forte mais, comme la plupart des compositeurs baroques, la dynamique est le plus souvent intégrée dans la texture de ses œuvres par l'instrumentation ou par des accords plus ou moins fournis (4 notes sonnent plus fort que 2), ce qui le dispense de donner ces précisions. Les compositeurs classiques, Haydn, Mozart, se limitent à 6 niveaux d'intensité de pp à ff. Ceux de l'époque romantique à partir de Beethoven étendent les indications à 10 niveaux comprenant ppp et fff et utilisent d'autres termes tels que quasi niente pour un pianissimo à la limite de l'inaudible.
Certains compositeurs n'hésitent pas à utiliser des nuances plus extrêmes indiquant des quadruples, voire parfois des quintuples piano ou forte. Dans l'Arlésienne, Georges Bizet termine son final d'abord fortississimo (), puis fortissississimo () quand les deux thèmes se superposent. Mais c'est certainement Isaac Albéniz qui utilise le plus ces intensités limites comme dans sa suite pour piano Iberia où le spectre des nuances est utilisé comme véritable matériau musical de l'œuvre, jouant sans cesse du quintuple piano au quintuple forte.

## Nuances générales
Les indications de nuances sont relatives et ne fixent pas un niveau précis d'intensité sonore. 
Les instruments ont des puissances sonores très différentes, variant, pour beaucoup d'entre eux, suivant la partie de leur tessiture (grave, medium, aigu). Un piano joué par un piccolo dans sa tessiture medium sera plus fort qu'un fortissimo de violon pour la même note.
En l'absence d'indication, l'interprétation intègre naturellement des inflexions dynamiques. Ainsi, le milieu d'une phrase musicale est en général plus fort que son début et sa fin, chaque voix dans une fugue est plus forte lors de l'entrée du thème et s'efface partiellement lors de la reprise du sujet par une autre voix.     
| Terme en italien | Abréviation | Traduction         | Exécution |
| ---------------- | ----------- | ------------------ | --- |
| pianississimo    | ppp         | Très très faible   | Son particulièrement faible. Cette notation exceptionnelle appelle à une nuance très marquée. Pour les instruments à vent, on atteint la limite physique d'exécution. |
| pianissimo       | pp          | Très faible        | Nuance très faible, très difficile à exécuter, en particulier dans les notes aiguës ou graves pour certains instruments.                                              |
| piano            | p           | Faible             | |
| mezzo piano      | mp          | Moyennement faible | Le niveau sonore est légèrement relâché. |
| sotto voce       |             | Murmuré            | |
| mezza voce       |             | À mi-voix          | Aujourd'hui peu utilisé |
| poco forte       |             | Un peu fort        | Aujourd'hui peu utilisé |
| mezzo forte      | mf          | Moyennement fort   | Pour l'ensemble des instruments il s'agit de la nuance naturelle, l'exécution doit être confortable.                                                                  |
| forte            | f           | Fort               | Le son demande un peu d'énergie. |
| fortissimo       | ff          | Très fort          | Exécuté avec violence. Le son ne doit pas pour autant être dénaturé (grande difficulté des instruments à vent en particulier).                                        |
| fortississimo    | fff         | Très très fort     | Notation exceptionnelle. Il s'agit plutôt d'un effet d'orchestre. |

## Nuances pour un ensemble de notes
| Terme ou signe                                                                                 | Abréviation                                                                                    | Signification                                   |
| ---------------------------------------------------------------------------------------------- | ---------------------------------------------------------------------------------------------- | ----------------------------------------------- |
| crescendo                                                                                      | cresc.                                                                                         | En augmentant progressivement le volume du son. |
| rinforzando                                                                                    | rf., rfz., rinf. ou rinforz.                                                                   | En renforçant progressivement le son.           |
| sforzando                                                                                      | ou                                                                                             | En renforçant le son d'une note ou d'un accord. |
| più forte                                                                                      |                                                                                                | Plus fort.                                      |
| deux lignes droites s’écartant progressivement l’une de l’autre à partir d’un point de contact | deux lignes droites s’écartant progressivement l’une de l’autre à partir d’un point de contact | En augmentant progressivement le son.           |

| Terme ou signe                                                                         | Abréviation                                                                            | Signification                                                                                       |
| -------------------------------------------------------------------------------------- | -------------------------------------------------------------------------------------- | --------------------------------------------------------------------------------------------------- |
| decrescendo                                                                            | decresc.                                                                               | En diminuant le son.                                                                                |
| diminuendo                                                                             | dim.                                                                                   | En diminuant le son.                                                                                |
| smorzando                                                                              | smorz.                                                                                 | En laissant mourir le son sans ralentir.                                                            |
| meno forte                                                                             |                                                                                        | Moins fort.                                                                                         |
| morendo                                                                                | mor.                                                                                   | En laissant mourir le son en ralentissant.                                                          |
| calando                                                                                | cal.                                                                                   | En ralentissant beaucoup et en diminuant le son.                                                    |
| deux lignes droites se rapprochant progressivement l’une de l’autre jusqu’à se toucher | deux lignes droites se rapprochant progressivement l’une de l’autre jusqu’à se toucher | En diminuant progressivement le son. Ne pas confondre avec le symbole de l'accent mis sur une note. |

## Dynamique des instruments
La dynamique d'un instrument est la différence entre la sonie la plus forte et la plus faible qu'un musicien puisse produire, qui varie suivant les instruments. Celle d'un clavecin est très faible, (ou se limite à celle de deux claviers), contrairement à celle du piano-forte inventé pour permettre d'exprimer des nuances sur un instrument à clavier, celle d'un piano de concert contemporain encore plus importante. ̇Sur un même instrument, elle peut varier suivant le registre, particulièrement pour certains instruments à vent, ainsi une nuance forte est très difficile à produire sur les notes les plus graves de la flûte traversière, de même que la nuance piano dans l'aigu, même quasiment impossible dans le suraigu, alors que le medium de cet instrument permet une plus large amplitude de nuances. La dynamique dépend aussi en partie des aptitudes de l'instrumentiste.